# ناحية ديانا
ناحية ديانا وهي إحدى النواحي التابعة لقضاء سوران في محافظة أربيل في العراق